# Вера, Аугусто
Аугусто Вера (итал. Augusto Vera; 4 мая 1813, Амелиа, Италия — 13 июля 1885, Сан-Джорджо-а-Кремано, Италия) — итальянский философ

 и политический деятель.

## Биография
Учился в Риме, Париже и Женеве. Занимал кафедру философии сначала в Милане, потом в Неаполе.
Преподавал историю философии сначала в научно-литературной академии Милана, а затем с 1861 года в Неаполитанском университете.
В 1880 году стал сенатором в итальянском парламенте.
Его главная заслуга состоит в том, что он познакомил Францию и Италию с философией Гегеля. Лучшие его труды состоят в переводах и объяснениях сочинений этого философа и написаны большей частью на французском языке.
Весьма важное значение имеют сделанные Аугусто Вера французские переводы сочинений Гегеля: «Логики», «Философии природы» и «Философии духа». Перевод «Философии религии» остался неоконченным. Его ученик — Раффаэле Мариано, издавший лекции Аугусто Вера по философии истории («Lezioni sulla filosofia della storia raccolte e publiate», Флор., 1869), написал также его биографию (Неаполь, 1886).

## Труды
- Problème de la certitude, 1845
- Platonis, Aristotelis et Hegelii de medio termino doctrina, 1845
- Introduction à la philosophie de Hegel, 1855
- An inquiry into speculative and experimental science, 1856
- Le Hégélianisme et la philosophie, 1861
- Mélanges philosophiques, 1862
- Prolusioni alla storia della filosofia e alla filosofia della storia, 1863
- Essais de philosophie hé gélienne, 1864
- Strauss et l’аnciennе et la nouvelle foi, 1873
- Cavour et l'é glise libre dans l'étât libre, 1874
- Platone e l’immortalità dell’anima, 1881
- Problema dell’assoluto, 1872—1882
- Il nome Italia, 1884
- Saggi filosofici, 1885